# Późniejsze Zhao
Późniejsze Zhao (chiń. 後趙) – chińskie państwo istniejące w okresie Szesnastu Królestw, w latach 319–351. Znajdowało się na terenie obecnych chińskich prowincji Hebei, Shanxi, Shaanxi, Henan i Szantung, a także częściowo Jiangsu, Anhui i Liaoning. Stolicą Późniejszego Zhao było miasto Xiangguo (ob. Xingtai). Założycielem państwa był generał Shi Le, a jego ostatnim władcą był Shi Zhi. 